# Cyphon kongsbergensis
Cyphon kongsbergensis es una especie de coleóptero de la familia Scirtidae.

## Distribución geográfica
Habita en Noruega.